# Občina Poljčane
Občina Poljčane je jednou z 212 občin ve Slovinsku. Nachází se v Podrávském regionu na území historického Dolního Štýrska. Občinu tvoří 18 sídel, její rozloha je 37,5 km² a k 1. lednu 2017 zde žilo 4 432 obyvatel. Správním střediskem občiny je vesnice Poljčane.

## Geografie
Občina Poljčane se nachází v severovýchodním Slovinsku. Vznikla roku 2006 oddělením od občiny Slovenska Bistrica. Leží v Dravinjském údolí, které se rozkládá podél řeky Dravinja. Severně od ní se táhnou Dravinjské kopce, jižním směrem leží hora Boč (978 m n. m.), nejvyšší bod občiny. Územím prochází železnice spojující Maribor a Celje.

## Členění občiny
Občinu tvoří tato sídla: Brezje pri Poljčanah, Čadramska vas, Globoko ob Dravinji, Hrastovec pod Bočem, Krasna, Križeča vas, Ljubično, Lovnik, Lušečka vas, Modraže, Novake, Podboč, Poljčane, Spodnja Brežnica, Spodnje Poljčane, Stanovsko, Studenice, Zgornje Poljčane.

## Sousední občiny
| Růžice kompasu |                   | Slovenska Bistrica |        | Růžice kompasu |
| Růžice kompasu | Slovenske Konjice | Sever              | Makole | Růžice kompasu |
| Růžice kompasu | Slovenske Konjice | Občina Poljčane    | Makole | Růžice kompasu |
| Růžice kompasu | Slovenske Konjice | Jih                | Makole | Růžice kompasu |
| Růžice kompasu | Šmarje pri Jelšah | Rogaška Slatina    |        | Růžice kompasu |